# Gyminda
Gyminda Sarg. – rodzaj roślin należący do rodziny dławiszowatych (Celastraceae R. Br.). Obejmuje 4 gatunki występujące naturalnie w Ameryce Środkowej.

## Systematyka
Pozycja i podział według APWeb (2001...)
Rodzaj należący do rodziny dławiszowatych (Celastraceae R. Br.), rzędu dławiszowców (Celestrales Baskerville), należącego do kladu różowych w obrębie okrytonasiennych.
Wykaz gatunków
| - Gyminda fimbrillata Lundell - Gyminda latifolia (Sw.) Urb. - Gyminda orbicularis Borhidi & O.Muñiz - Gyminda tonduzii Loes. |